# Andrews (Texas)
Andrews é uma cidade localizada no estado norte-americano do Texas, no Condado de Andrews. A cidade foi incorporada em 2 de fevereiro de 1937.

## Demografia
Segundo o censo norte-americano de 2000, a sua população era de 9652 habitantes. 
Em 2006, foi estimada uma população de 9548, um decréscimo de 104 (-1.1%).

## Geografia
De acordo com o United States Census Bureau tem uma área de 
12,4 km², dos quais 12,4 km² cobertos por terra e 0,0 km² cobertos por água. Andrews localiza-se a aproximadamente 968 m acima do nível do mar.

## Localidades na vizinhança
O diagrama seguinte representa as localidades num raio de 56 km ao redor de Andrews. 